# Вилово (Тверская область)
Вилово (Вийлова) — деревня в Рамешковском районе Тверской области. Относится к сельскому поселению Алёшино (до 2006 года входило в состав Диевского сельского округа).
Находится в 21 км к северо-востоку от районного центра Рамешки, в 4 км от села Диево.
В 1936 году деревня Вилово — центр сельсовета Рамешковского района Калининской области, 46 хозяйств, население — 170 жителей (все карелы). Колхоз «Красная Звезда», в колхозе — 36 хозяйств. Работали маслобойня, ветряная мельница, кузница. В Виловский сельсовет входили деревни Сафоново, Среднево, хутора Забрудье, Хохловка, поселение Щетиниха. Во время Великой Отечественной войны всё мужское население деревни, годное к службе, было призвано в армию. Женщины кроме работы в колхозе направлялись на строительство оборонительных сооружений, лесозаготовки, торфоразработки. В годы войны на фронтах погибли 12 жителей деревни.
В 2001 году в деревне в 7 домах постоянно проживали 9 человек, 2 дома — собственность наследников и дачников.